# Triodontella colini
Triodontella colini är en skalbaggsart som beskrevs av Moser 1917. Triodontella colini ingår i släktet Triodontella och familjen Melolonthidae. Inga underarter finns listade i Catalogue of Life.